# Kriechgang (Technik)
Kriechgang nennt man in der Antriebstechnik ein extrem hohes Übersetzungsverhältnis eines Getriebes.
Eine extreme Untersetzung eines Getriebes bei Fahrzeugen dient zum Langsamfahren ohne ‚schleifende‘ Kupplung – meist für den Einsatz im unwegsamen Gelände (in Verbindung mit einem Allradantrieb), beim Transport von  Seilbahngondeln in Stationen oder auch im Arbeitseinsatz, wenn das Fahrzeug darüber hinaus auch auf der Straße bewegt werden muss. Entsprechend ausgerüstete Fahrzeuge werden beispielsweise eingesetzt bei Schwertransporten, in der Bauwirtschaft, von Autobahnmeistereien, kommunalen Betriebshöfen, Friedhofsverwaltungen und in der Landwirtschaft. Notwendig sind sie auch bei Straßenreinigungsfahrzeugen und anderen Bau- und Straßenerhaltungsfahrzeugen. 
Die Technik wird auch bei stationären Getrieben eingesetzt, um etwa bei freiliegenden Transportbändern die Vereisung im Winter zu unterbinden oder im Notbetrieb von Seilbahnen.

## Ähnliche Anwendungen
Bei den auf der schwedischen Erzbahn eingesetzten Lokomotiven der Typen SJ Dm3 und IORE  wird beim Be- und Entladen von Güterzügen eine Kriechfahrt eingesetzt (schwedisch krypkörning). Bei vielen Bahnfahrzeugen kann auf dem Führerstand der Modus Waschfahrt gewählt werden, welcher die besonders langsame Fahrt durch die Waschanlage steuert.